# 14186 Virgiliofos
14186 Virgiliofos este un asteroid din centura principală de asteroizi.

## Descriere
14186 Virgiliofos este un asteroid din centura principală de asteroizi. A fost descoperit pe 7 decembrie 1998 la San Marcello Pistoiese de Andrea Boattini și Luciano Tesi. Asteroidul prezintă o orbită caracterizată de o semiaxă mare de 3,16 ua, o excentricitate de 0,10 și o înclinație de 1,8° în raport cu ecliptica.